# Toffia
Toffia là một đô thị ở tỉnh Rieti trong vùng Latium, có khoảng cách khoảng 40 km về phía đông bắc của Roma và cách khoảng 25 km southvề phía tây của Rieti. Tại thời điểm ngày 31 tháng 12 năm 2004, đô thị này có dân số 948 người và diện tích là 11,2 km².
Toffia giáp các đô thị: Castelnuovo di Farfa, Fara in Sabina, Nerola, Poggio Nativo.